# Karta mikroprocesorowa

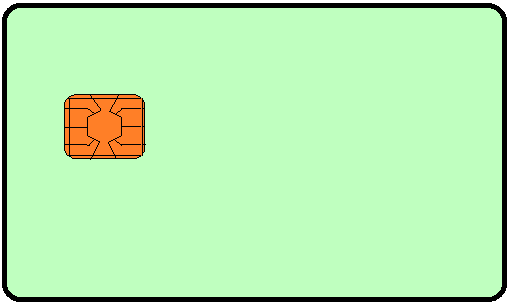
Karta mikroprocesorowa

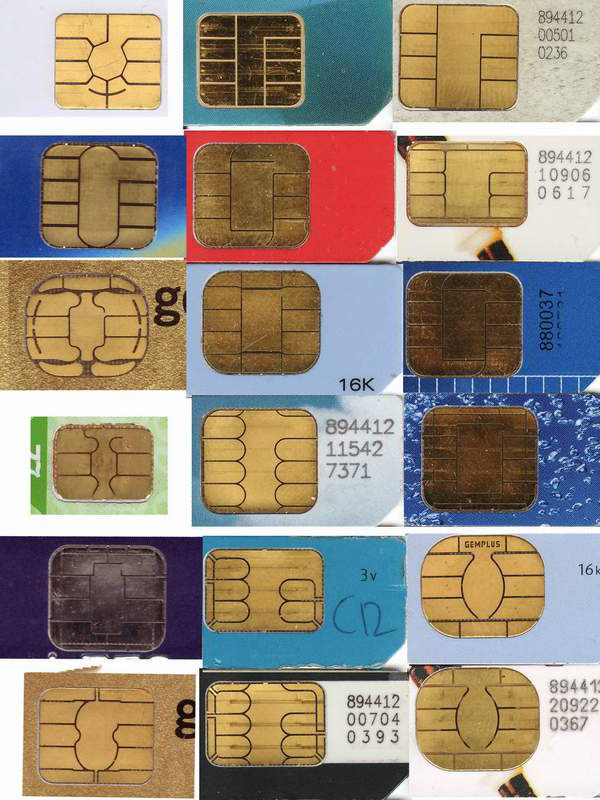

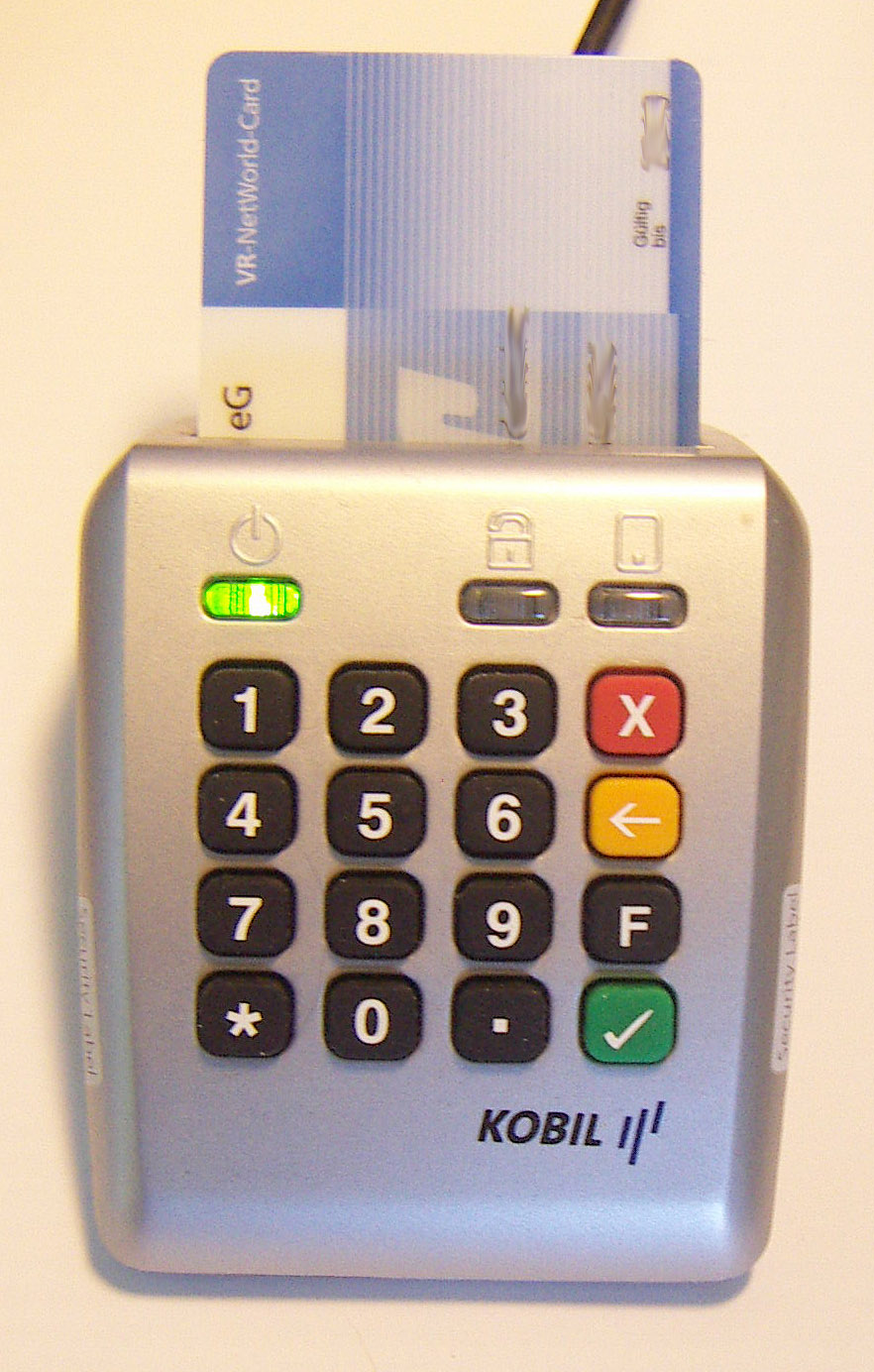
Czytnik kart chipowych

Karta mikroprocesorowa (również karta inteligentna, ang. smart card) – uniwersalny nośnik danych w postaci karty z wbudowanym układem mikroprocesorowym (chipem). Pozwala na ochronę procesu logowania użytkowników, kontrolę dostępu, zapewnienie niezaprzeczalności (podpis cyfrowy), ma zastosowanie również w systemach lojalności, w systemach kart płatniczych, czy w systemach wykorzystujących limitowany dostęp do usług i informacji.